# Поліція Північної Македонії
Поліція Північної Македонії (мак. Полиција на Република Северна Македонија) — збірна назва на позначення сил правопорядку Північної Македонії, більшість із яких входить до структури Міністерства внутрішніх справ. 
Головний офіс поліції розташований у приміщенні Міністерства внутрішніх справ у Скоп'є. Є також авіабаза в сусідньому Ідризово. Македонському авіаційному підрозділу поліції Тайвань, Канада та Італія у співпраці з Повітряними силами Північної Македонії надали  гелікоптери Bell Helicopter Textron, які мають допомогти в боротьбі з повстаннями в країні.

## Історія
Правоохоронні органи Північної Македонії регулюються Конституцією 1991 року, Законом про внутрішні справи 1995 року, Кримінально-процесуальним кодексом 1997 року та проєктом Закону про зміни і доповнення до Кримінально-процесуального кодексу. Дії та поведінка поліції регулюються Кримінально-процесуальним кодексом, а Закон про внутрішні справи контролює використання правоохоронцями вогнепальної зброї. 1 липня 2003 року було прийнято Закон про поліцейську академію, яким засновано Поліцейську академію для підготовки співробітників цивільної та прикордонної поліції.
Поліція зазнала пильної уваги під час албанських заворушень 9 липня 1997 року, коли протестувальники зосередилися в місті Гостивар. У результаті зіткнення з поліційними загонами боротьби з масовими заворушеннями понад 200 осіб отримали поранення, а троє було вбито (двоє застрелено, одного забито до смерті). Тоді ж Г'юман Райтс Вотч розслідувала закиди у брутальній поведінці поліції. Ці події підкреслили постійні тертя між македонською поліцією та албанцями, які проживають у Північній Македонії. Міжнародна Гельсінкська федерація з прав людини відзначала продовження поганого поводження поліції з підозрюваними, особливо під час попереднього арешту чи затримання, а також переслідувань поліцією етнічних меншин.
На початку 2000-х силові структури стали об'єктом низки реформ, пов'язаних як з албанським повстанням, так і з можливими порушеннями прав людини, при цьому посадовці НАТО заявили, що поліція «не відповідає європейським стандартам», оскільки правоохоронцям не вистачає навичок і зброї.
Поліція Північної Македонії тісно співпрацює з миротворцями НАТО, патрулюючи з моменту закінчення конфлікту в Македонії 2001 року райони з великою кількістю етнічних албанців і збираючи зброю в албанських повстанців, які здалися. Тим часом, у 2001 році троє службовців поліції загинули від рук озброєних албанців.
Незвичайний випадок трапився, коли македонська поліція у 2009 році заарештувала коня, якого злочинна група контрабандистів використовувала для контрабанди кондиціонерів із Сербії.
2 грудня 2022 року під час планової зупинки транспортного засобу водія попросили пред'явити документи, на що той не погодився та викликав озброєну групу, яка відігнала правоохоронців з Арачиново аж до поліційного відділку в Гази-Баба.

## Устрій
- Прикордонна поліція
- Македонська озерна поліція
- Дорожня поліція
- Вертолітний підрозділ македонської поліції

### Поліція спеціального призначення
- Підрозділ спеціальних операцій «Тигри»
- Підрозділ швидкого розгортання
- Підрозділ спеціальної підтримки
- Підрозділ першого реагування і втручання «Альфа»

### Колишній підрозділ
- Тактичний підрозділ поліції «Леви»